# クバタン
座標: 南緯23度53分43秒 西経46度25分32秒 / 南緯23.89528度 西経46.42556度
クバタン（ポルトガル語: Cubatão）は、ブラジルのサンパウロ州にある都市。ラテンアメリカきっての港湾都市サントスから12kmに位置する。人口13万1626人（2020年）。石油精製施設、製鉄所、化学肥料など24の工場が立地する。

## 歴史
1980年代初頭に世界最悪水準の深刻な環境汚染にさいなまれ、無脳児の出生や呼吸器・肝臓・血液系の病気がまん延し「死の谷」と呼ばれた。高濃度の空気汚染は一帯の森林を枯らすほどであった。貧困層があぶれ、『ポピュラーサイエンス』誌の世界で最も汚い都市トップ10にもランクインした。
1984年2月25日、漏れた石油がヴィラ・ソコの貧民街で引火し、公式発表によると93人が死亡した。1992年の地球サミットで、グリーンピースは従業員のPOPs汚染の当事者たるローディア社を世界最悪の企業犯罪トップ10に入れた。
市内における汚染対策には、これまでに12億ドルが費やされた。これによって大きな成果が挙がったが、土壌や地下水まで含めた除染は不可能であるうえ、今でも狭い地域に多くの大規模工場が操業を続けている。
セパルトゥラの曲 Biotech is Godzilla (『ケイオスA.D.』所収)には「世界一汚い町、クバタンみたいに空気は顔を溶かし、世界中の子どもたちを奇形にさせる」という一節がある。

## 出身者
- ミルトン・ダ・クルス - サッカー選手
- アデミウソン・ブラガ・ビスポ・ジュニオール - サッカー選手
- エリヴァウド・アントニオ・サライバ - サッカー選手
- アジエル・デ・オリベイラ・アモリム - サッカー選手
- カイオ・セザール・ダ・シウヴァ・シウヴェイラ - サッカー選手